# Coșnița
Coșnița – miejscowość i gmina w Mołdawii, w rejonie Dubosary.

## Historia i położenie
Wieś położona jest na lewym brzegu Dniestru, w odległości 18 kilometrów od Dubosar (znajdujących się de facto pod zarządem nieuznawanego międzynarodowo Naddniestrza) i 32 km od Kiszyniowa. Pierwsza wzmianka o niej pochodzi z 1770 r.
Podczas wojny o Naddniestrze, w czasie walk o Dubosary w marcu 1992 r. Coșnița była areną starć między mołdawskimi policjantami, żołnierzami sił specjalnych MSW oraz ochotnikami z jednej strony a naddniestrzańską Dniestrzańską Gwardią Republikańską z drugiej. Skrzyżowanie dróg we wsi oraz zakole Dniestru w jej okolicy były ważnymi punktami, na których naddniestrzańscy separatyści opierali obronę Dubosar. Równocześnie w miejscowości działali zwolennicy Frontu Ludowego Mołdawii, którzy 5 marca 1992 r. zorganizowali w niej mityng pod hasłami mołdawskiego nacjonalizmu i obrzucili kamieniami separatystyczny posterunek. W nocy z 13 na 14 marca 1992 r. właśnie od uderzenia na Coșnițę Mołdawia rozpoczęła operację Naddniestrze, której celem było rozbicie oddziałów gwardii w Dubosarach i rozdzielenie na dwie części terytorium na lewym brzegu Dniestru, uniemożliwiając ściągnięcie posiłków do obrony Bender i stolicy Naddniestrza - Tyraspola. Plan ten nie został zrealizowany m.in. dlatego, że siły mołdawskie zostały w pierwszym uderzeniu zatrzymane pod Coșnițą przez mniej liczebne oddziały naddniestrzańskie. Następnego dnia jednak, 15 marca, wierne Kiszyniowowi siły rozgromiły separatystyczne zgrupowanie we wsi i zajęły ją. Tę fazę wojny niektóre źródła nazywają dubosarsko-coșnițką.
Coșnița pozostała w rękach mołdawskich. Po zakończeniu wojny miejscowość i gmina (do której należy również sąsiednia Pohrebea), chociaż znajduje się na lewym brzegu Dniestru, nadal kontrolowana jest przez Kiszyniów. Władze Naddniestrza uważają ją przy tym za część należnego sobie terytorium.
We wsi znajduje się jedna z największych cerkwi prawosławnych na terytorium Mołdawii, nosząca wezwanie św. Dymitra Sołuńskiego, podlegająca dekanatowi Criuleni i Dubosar, eparchii kiszyniowskiej Mołdawskiego Kościoła Prawosławnego.

## Demografia
Wieś zamieszkiwało w 2004 r. 4996 osób, z czego zdecydowana większość (96,66%) zadeklarowała narodowość mołdawską. Ponadto 1,56% mieszkańców wskazała narodowość ukraińską, 1,42% – rosyjską, a mniej niż 1% – gagauzką, bułgarską, żydowską lub inną.